# Penguin Island (Waikato)
Penguin Island ist eine Insel östlich der Coromandel Peninsula, in der Region Waikato, im Norden der Nordinsel von Neuseeland.

## Geographie
Die Insel befindet sich rund 3,35 km östlich der Coromandel Peninsula, zwischen Slipper Island rund 500 m nordöstlich und Rabbit Island, rund 380 m südwestlich. Penguin Island erstreckt sich über eine Länge von rund 515 m in Südwest-Nordost-Richtung und kommt auf eine maximale Breite von rund 200 m in Nordwest-Südost-Richtung. Sie dehnt sich dabei über eine Fläche von rund 8,8 Hektar aus. Der höchste Punkt der Insel befindet sich in der Inselmitte und liegt etwas über 60 m.
Die Insel ist gänzlich bewaldet.